# Trouble (film 2024)
Trouble (Strul) è un film del 2024, diretto da Jon Holmberg.

## Trama
Conny, uomo divorziato e un venditore in una grande catena di elettronica che ogni due settimane non vede l'ora di vedere sua figlia Julia, si troverà nel posto sbagliato al momento sbagliato e verrà per errore condannato per un omicidio che non ha commesso ritrovandosi in carcere. Per poter dimostrare la sua innocenza, è costretto a fare un patto con i criminali Norinder e Musse per affrontare la corruzione della polizia.

## Distribuzione
Il film è stato distribuito sulla piattaforma Netflix dal 3 ottobre 2024.

## Riconoscimenti
- 2024 - Guldbagge
  - Miglior attrice non protagonista a Eva Melander